# MacGregor Peaks
MacGregor Peaks är en bergstopp i Antarktis. Den ligger i Sydshetlandsöarna. Argentina, Chile och Storbritannien gör anspråk på området. Toppen på MacGregor Peaks är 340 meter över havet.
Terrängen runt MacGregor Peaks är huvudsakligen kuperad, men österut är den bergig. Havet är nära MacGregor Peaks åt sydväst. Trakten är glest befolkad. Närmaste befolkade plats är St. Kliment Ohridski Base, 6,9 kilometer norr om MacGregor Peaks. 